# Spodiopogon rhizophorus
Spodiopogon rhizophorus là một loài thực vật có hoa trong họ Hòa thảo. Loài này được (Steud.) Pilg. miêu tả khoa học đầu tiên năm 1940.